# Katergebirge
Das Katergebirge (auch Kattergebirge) ist ein steil aufragender Gebirgszug zwischen Bad Ischl, Bad Goisern und dem Wolfgangsee in Oberösterreich. Es ist Teil der Salzkammergut-Berge im nördlichen Bereich der Gamsfeldgruppe und wird den Nördlichen Kalkalpen zugerechnet.

## Gipfel
- Katrin 1542 m mit Kaiser-Franz-Josef-Gipfelkreuz (errichtet 1910 anlässlich des 80. Geburtstages des Monarchen) und ORF-Sendemast
- Elfer- oder Katerkogel (Gipfelkreuz) 1601 m
- Hainzen 1638 m
- Rosskopf 1657 m
- Feuerkogel 1460 m

## Almen
- Katrinalm (bewirtschaftet) nahe der Bergstation.
- Ahornfeldalm (1601 m): Jungviehalm mit einer Hütte (Nachschaubehirtung). Der Übergang zur Alm von der Bergstation aus dauert ca. 1,5 Stunden, der nicht markierte Aufstieg vom Nussensee ca. 2,5 Stunden.

## Tourismus und Erschließung
Von Bad Ischl (469 m) bis auf die Katrinalm (1415 m) fährt eine Seilbahn. Diese wurde 1959 eröffnet und bis 2010 ganzjährig betrieben. Im Winter standen Schipisten mit einer Länge von 6 km zur Verfügung. 1962 wurden hier die Österreichischen Alpinen Skimeisterschaften ausgetragen. Ab 2011 wird die Seilbahn nur noch in der Sommersaison zwischen Mai und Anfang November betrieben.
Markierte Aufstiegswege beginnen in Bad Ischl bei der Talstation, in Lauffen, in Bad Goisern (Weißenbach) und beim Gasthaus „Zur Wacht“ an der Bundesstraße nach Strobl. Das Katergebirge kann in Ost-West-Richtung von der Bergstation über alle Kammgipfel zur Ahornfeldalm überschritten werden.

## Sehenswürdigkeiten
- Nussensee (604 m) unterhalb der Hainzenhöhe
- Ruine Wildenstein oberhalb der Seilbahn-Talstation